# Klevàkino
Klevàkino (en rus: Клевакино) és un poble de l'óblast de Sverdlovsk, a Rússia, segons el cens del 2010 tenia 371 habitants.